# Сото, Хорхе
Хо́рхе Анто́нио Со́то Го́мес (исп. Jorge Antonio Soto Gómez; род. 27 октября 1971, Лима) — перуанский футболист, выступавший на позиции полузащитника. Сыграл свыше 100 матчей за сборную Перу.

## Карьера
Хорхе Сото родился в 1971 году в спортивной семье. Его старший брат Хосе (род. 1970), центральный защитник, в 1992—2003 годах сыграл 75 матчей в составе сборной Перу. Младший брат Джанкарло также стал футболистом, но особых успехов не добился.
Профессиональную карьеру Хорхе Сото начал в 1990 году в составе «Депортиво Мунисипаль» из Лимы. Два года спустя перешёл в другой столичный клуб «Спортинг Кристал», в состав которого играл бо́льшую часть карьеры, с кратковременными отъездами в чемпионаты Аргентины, Бразилии и Мексики.
Всего в составе «Спортинг Кристал» Сото сыграл 566 матчей, забил 175 голов. По состоянию на ноябрь 2017 года оба эти показателя являются клубными рекордами. В составе клуба Хорхе пять раз становился чемпионом Перу (1994—1996, 2002, 2005). В 1997 году дошёл до финала Кубка Либертадорес, но там перуанцы уступили бразильскому «Крузейро».
В сборной Перу Хорхе Сото дебютировал в 1992 году и выступал за неё на протяжении 15 лет. Принимал участие в пяти розыгрышах Копа Америка (1993, 1995, 1999, 2001 и домашний турнир в 2004 году). В 2000 году выиграл «бронзу» в Золотом кубке КОНКАКАФ.
Всего за сборную Сото сыграл 101 раз и стал всего третьим игроком в истории национальной команды, преодолевшим рубеж в 100 международных игр. Больше него в сборной сыграли только Роберто Паласиос (128) и Эктор Чумпитас (105).
Завершил спортивную карьеру в 2008 году.